# Ai Yazawa
Ai Yazawa (jap. 矢沢 あい, Yazawa Ai; * 7. März 1967 in der Präfektur Hyōgo, Japan) ist eine japanische Manga-Zeichnerin.
Sie veröffentlichte ihren ersten Manga 1985 und zeichnete in den folgenden Jahren fast ausschließlich für das japanische Manga-Magazin Ribon. In den 1980ern erschienen mehrere Taschenbücher aus ihrer Feder, ein größerer Erfolg gelang ihr allerdings erst 1995 mit Gokinjo Monogatari. Dieses Werk wurde auch auf Deutsch verlegt und in eine 50-teilige Animeserie verfilmt. Eine Fortsetzung zeichnete Yazawa zwei Jahre nach Abschluss der Serie mit Paradise Kiss. Auch Paradise Kiss erhielt eine Umsetzung in eine Zeichentrickserie, wurde allerdings nicht wie Gokinjo Monogatari im an jüngere Mädchen gerichteten Ribon-Magazin veröffentlicht, sondern in einer japanischen Modezeitschrift.
2000 erschien ihr Manga Nana erstmals in Japan. Er handelt vom Leben zweier Mädchen namens Nana und beschreibt vor allem die Liebesbeziehungen der beiden. Yazawa landete damit einen noch größeren Erfolg als in den 1990er Jahren mit Gokinjo Monogatari und arbeitet noch an der Serie, die inzwischen einen Umfang von über 2000 Seiten erreicht hat, und 2003 der meistverkaufte Manga in Japan war.
Der Erfolg von Yazawas Manga lässt sich auch auf ihren Zeichenstil zurückführen. Die Personen in den Comics sind meistens dünn, haben lange Beine und sind modisch gekleidet. Das dürfte wohl auch der Grund dafür sein, dass sie das Design für den Manga Princess Ai gestaltete. Dieser wird in Zusammenarbeit mit der Sängerin Courtney Love von Misaho Kujiradou gezeichnet.

## Werke
- 15-nen Me (15年目; 1986)
- Love Letter (ラブレター, Rabu Retā; 1987)
- Kaze ni nare! (風になれ!; 1988)
- Escape (エスケープ, Esukēpu; 1988)
- Ballade Made Soba ni Ite (バラードまでそばにいて, Barādo made Soba ni Ite; 1989, 2 Bände)
- Marin Blue no Kaze ni Dakarete (マリンブルーの風に抱かれて, Marin Burū ~; 1990–1991, 4 Bände)
- Tenshi nanka janai (天使なんかじゃない; 1992–1995, 8 Bände)
- Usubeni no Arashi (うすべにの嵐; 1992)
- Gokinjo Monogatari (ご近所物語; 1995–1998, 7 Bände)
- Im letzten Viertel des Mondes (下弦の月, Kagen no Tsuki; 1998–1999, 3 Bände)
- Paradise Kiss (2000–2003, 5 Bände)
- Nana (NANA -ナナ-; 2000 bis jetzt)
- Princess Ai (2004 bis 2006), Charakterdesign

## Auszeichnungen
- 2003: 48. Shōgakukan-Manga-Preis für Nana